# Aeroportul Guerrero Negro
Aeroportul Guerrero Negro (IATA: GUB, ICAO: MMGR) este un aeroport din San Quintin⁠(d), Baja California, Mexic ce deservește zona Guerrero Negro⁠(d). Aeroportul a fost tranzitat în 2006 de 1.134 de pasageri. A fost numit după zona deservită.
Situat la o altitudine de 4 m, aeroportul dispune de o singură pistă.